# William Healey Dall

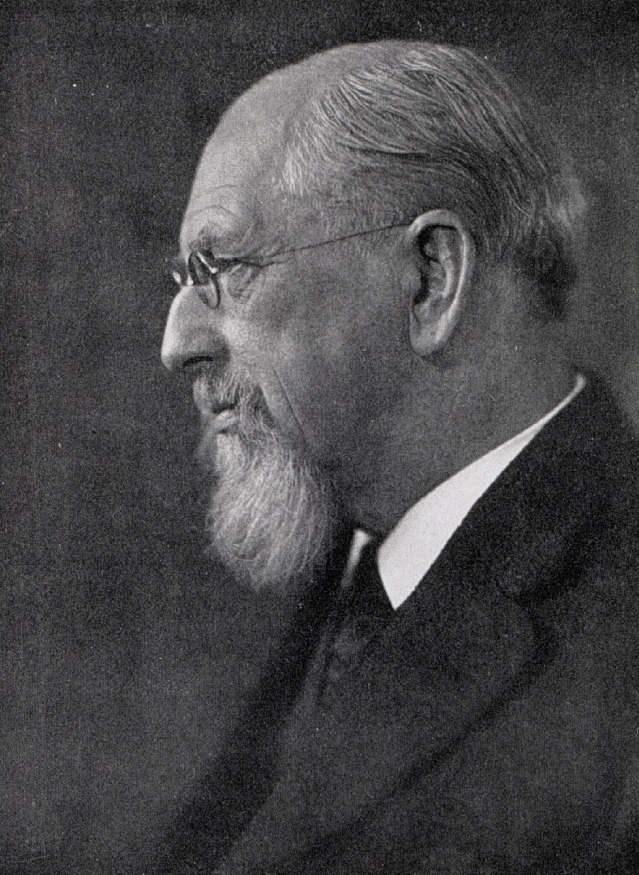
William Healey Dall

William Healey Dall (* 21. August 1845 in Boston; † 27. März 1927) war ein US-amerikanischer Naturforscher, Malakologe und Paläontologe und war einer der ersten, die das innere Alaskas wissenschaftlich erforscht und entdeckt haben. Er beschrieb viele Weichtiere des Pazifischen Nordwesten der USA und wurde ein anerkannter Experte für lebende und fossile Weichtiere und Brachiopoden.
Dall leistete darüber hinaus ebenfalls einen erheblichen wissenschaftlichen Beitrag als Anthropologe der Ureinwohner Alaskas.

## Biographie

### Frühe Jahre
Dall wurde in Boston geboren. Sein Vater Charles Henry Appleton Dall (1816–1886), ein unitarischer Laienprediger, ging im Jahr 1855 als Missionar nach Indien. Die Familie ließ er in Massachusetts zurück. Seine Mutter, Caroline Healey Dall, arbeitete dort als Lehrerin, schrieb in der Folgezeit Kinderbücher und war darüber hinaus eine Transzendentalistin und Pionierin der frühen amerikanischen Frauenbewegung.
Während eines der seltenen und kurzen Besuche zu Hause brachte sein Vater William im Jahr 1862 mit einigen Naturalisten an der Harvard University, wo er selbst studiert hatte, in Kontakt. Ein Jahr später, 1863, schloss William die High School ab und schrieb sich im gleichen Jahr in Harvard ein. Dort wurde er schnell ein Schüler und Mitarbeiter Louis Agassiz’, der kurz zuvor, im Jahr 1859, das Museum of Comparative Zoology gegründet hatte. Agassiz weckte Dalls Interesse an der Malakologie, einem Forschungsgebiet der Zoologie, das zum damaligen Zeitpunkt noch in den Kinderschuhen steckte. Darüber hinaus studierte Dall Medizin und Anatomie bei Jeffries Wyman und Daniel Brainerd.

### Erste Forschungen und Expeditionen
Dall nahm eine Arbeit in Chicago an. An der Chicago Academy of Science lernte er Robert Kennicott kennen, der am dortigen Museum arbeitete. Im Jahr 1865 startete die Western Union Telegraph Expedition, um eine mögliche Fernmelde-Route zwischen Nordamerika und Russland über das Beringmeer zu finden. Kennicott, der diese Expedition als wissenschaftlicher Leiter anführte, wählte wegen seiner fachlichen Kompetenzen auf dem Gebiet der Wirbellosen und Fische auch William H. Dall als seinen Assistenten aus. An Bord des Schiffs Nightingale, das unter dem Kommando des Walfängers und Naturforschers Charles Melville Scammon stand, erkundete Dall die Küste Sibiriens, wobei er auch einige Male im damals noch zu Russland gehörenden Alaska vor Anker ging.
1866 setzte Dall diese Expedition fort. Während eines Aufenthalts im kleinen Ort St. Michael erfuhr er, dass Kennicott während der Sichtung einer möglichen Telegrafenroute entlang des Yukon River am 13. Mai 1866 an einem Herzinfarkt gestorben war. Dall, der fest entschlossen war, die Arbeit Kennicotts zu vollenden, blieb bis zum Beginn des Winters am Yukon. Obwohl die Expedition dann offiziell für beendet erklärt wurde, setzte er sie bis zum Frühjahr 1868 auf eigene Kosten fort. In der Zwischenzeit hatte die amerikanische Regierung Alaska von Russland abgekauft, was für Dall einen großen Glücksfall bedeutete, denn so konnte er als Vermessungstechniker arbeiten und gleichzeitig die noch unentdeckte Flora und Fauna erforschen.
Zurück am Smithsonian-Institut begann er die tausende von Proben, die er während der Expedition gesammelt hatte, zu sichten und zu katalogisieren. Im Jahr 1870 veröffentlichte er mit Alaska and Its Resources einen Bericht seiner pionierhaften Reisen, in dem er das Yukon-Territorium, die Geografie und Ressourcen Alaskas sowie seiner Einwohner beschrieb. Ebenfalls 1870 wurde Dall stellvertretender Projektleiter des US Coast Survey.
Zwischen 1871 und 1874 hielt sich Dall mehrmals zu Erkundungen in Alaska auf. Offiziell sollte er die Küste Alaskas begutachten, er nutzte die sich ihm bietenden Gelegenheiten aber auch regelmäßig dazu, eine Vielzahl von Proben zu sammeln. 1871/72 inspizierte er die Aleuten.
Die von ihm gesammelten Weichtiere, Stachelhäuter und Fossilien sandte er zu Louis Agassiz ans Museum of Comparative Zoology; Pflanzen gingen an Asa Gray in Harvard und archäologisches sowie ethnologisches Material sandte er ans Smithsonian. 1877/78 leitete er eine von Major G.M. Blake gestartete Expedition entlang der Ostküste der Vereinigten Staaten. 1879 erforschte er erneut, diesmal unter anderem in Begleitung von John Muir. Am Mount McKinley beobachtete Dall umherstreifende weiße Schafe; diese Art wurden später ihm zu Ehren als Dall-Schaf benannt. Seine Funde am Mount McKinley veröffentlichte er in Meteorology and Bibliography of Alaska.

### 1880 und danach
Im Jahr 1880 heiratete Dall Annette Whitney. Ihre Flitterwochen verbrachten die beiden in Alaska. Nachdem sie in Sitka angekommen waren, reiste seine Frau zurück nach Washington. Dall startete an Bord des Schoners Yukon alsbald seine letzte Erkundungsfahrt. Er wurde unter anderem begleitet von dem Ichthyologen Tarleton Hoffman Bean.
Vier Jahre später, 1884, verließ Dall, der mittlerweile bereits mehr als 400 schriftliche Arbeiten verfasst hatte, den U.S. Coast and Geodetic Survey und begann ein Jahr später beim neugegründeten United States Geological Survey als Paläontologe, was er bis 1925 blieb. Er wurde 1880 Kurator ehrenhalber für Mollusken am U.S. National Museum (Smithsonian Institution in Washington D.C.). Diese Position sollte er bis zu seinem Tode innehaben. Außerdem war er ehrenhalber Kurator für Mollusken am Bishop Museum.
Er stellte 1889 die Ordnungen der Muscheln Nuculida, Solemyida und Trigoniida auf und die Unterordnung, heute Ordnung Carditida und die Überordnung Anomalodesmata (siehe Systematik der Muscheln).
Im Jahr 1899 nahm Dall an der durch den Großindustriellen Edward Henry Harriman organisierten Harriman-Alaska-Expedition zu den Küsten Alaskas teil. Während dieser Expedition wurden eine Vielzahl neuer Gattungen und Arten erstmals wissenschaftlich beschrieben. Er nahm 1891 am Florida Survey teil und 1893 am Georgia Survey und war 1899 auf Hawaii.

### Mitgliedschaften und Ehrungen
Dall war Mitbegründer der National Geographic Society und der Philosophical Society of Washington. Im Jahr 1897 wurde er Mitglied der National Academy of Sciences sowie der American Philosophical Society, 1912 der American Academy of Arts and Sciences. 1923 war er Vizepräsident der Malacological Society of London und 1888 Präsident der Biological Society of Washington. Er war Mitglied der American Association for the Advancement of Science und der California Academy of Sciences. Er war Ehrendoktor der George Washington University und der University of Pennsylvania (1904).
Der Dall River und Dall Island in Alaska sind nach ihm benannt.

### Nach ihm benannte Taxa
Brachiopoden
- Dallina Beecher, 1895

Weichtiere
- Dalliella Cossman, 1895
- Notoplax dalli Is. & Iw. Taki, 1929
- Hanleya dalli Kaas, 1957.

Säugetiere
- Dall-Schaf (Ovis dalli) Nelson, 1884
- Dall-Hafenschweinswal (Phocoenoides dalli, F. True 1885)

## Veröffentlichungen (Auszug)
William Healey Dall veröffentlichte rund 1600 zumeist kürzere Abhandlungen und Aufsätze. Er verfasste jedoch auch einige Monographien.
- Alaska and its Resources. 1870
- A monograph of West American pyramidellid mollusks. 1909
- Contributions to the tertiary fauna of Florida, 6 Bände, 1890 bis 1903
- A monograph of the molluscan fauna of the Orthaulax pugnax zone of the Oligocene of Tampa, Florida. 1915